# マウルタッシェ
マウルタッシェ（独: Maultasche 複数形はMaultaschen 発音, 直訳: 直訳は〈口の袋〉）は、ドイツ・シュヴァーベン地方の郷土料理。マウルブロン・タイヒタッシェ（Maulbronn Teigtasche - 標準ドイツ語発音でタイクタッシェ）の略。シュヴァーベン式マウルタッシェ （Schwäbische Maultaschen あるいは Schwäbische Suppenmaultaschen）は2009年10月22日、EUの原産地名称保護制度によって「地域の特産物」として、バーデン＝ヴュルテンベルク州に固有の文化遺産に認定された。ほんもののマウルタッシェと称するには、歴史的な地名であるシュヴァーベン地方で作ったもののみと決め、料理としての統一性の保護に努めている。なお当該の地理的地域は、現在のドイツのバーデン＝ヴュルテンベルク州ならびにバイエルン州に分布する。
パスタ生地の中にひき肉・燻製肉・ほうれん草・パン粉・玉ねぎを練って詰め、パセリやナツメグ、黒胡椒で風味を調えてある。ダンプリングの一種であり、イタリア料理のラヴィオリに似ているが、一辺が 8cm から 12cm とより大きい。通常、四角または長方形に切り分け、一人分として2つまたは4つが供される。
シュヴァーベンには、聖金曜日にこれを食べる伝統がある。現地での言い伝えによると、四旬節の期間に肉を食べないという宗教的な背景がありながら、どうしても肉を食べたい人がパスタ生地に包めば神様に見つからないだろうという発想からマウルタッシェを作ったという。

## 歴史
四旬節の料理として定着したシュヴァーベン地方では聖木曜日と聖金曜日を記念して食卓にのぼる。カトリック教徒ほかキリスト教の信者はこの時季の肉食を戒められており、その規律を破る料理がどうして始まったか、笑い話のような起源にはシトー会の旧マウルブロン修道院の修道僧が関わったという。シュヴァーベン地方の方言でこの料理の俗称を「神を騙す（だます）小さいもの」Herrgottsbescheißerle と言う。
料理書に初めて現れるのは1794年で、複数のレシピが見られるがいずれも甘いデザートであって、肉詰め料理ではない。
ドイツ語の Maultaschen は複合語であり、その意味には主に3つの説がある。第1に動物の口を意味する名詞 Maul と袋を指す  Tasche の組み合わせとする説では、使役動物の口元に固定する「えさ袋」（英語） のこと — おそらくは見た目からの発想である。第2の説では古語から引いた意味 — 「頬に平手打ちを食らわす」 — を受けるMaultatzen もしくは Maultatschen であるとする。もしそれが正しければ、腫れあがった頬と料理の見た目を比べたものと考えられる 。最後の説では前述の修道院に言及し、その袋 Maulbronn-Taschen であるとしている。

## 調理法
2とおりの調理法が伝わる。
- in der Brühe は出汁で煮てスープとして供する。
- geschmälzt はバターであえて玉ねぎを添える。

またひき肉の代わりにベーコン（燻製肉）を用意するレシピもある。
アメリカのウィスコンシン州南西部に暮らすドイツ系の家庭には、肉詰め料理を輪切りにしたような、同名のデザートのレシピがある。材料には小麦粉と卵、りんごとシナモンを使う。